# Pärnselja
Koordinaten: 58° 50′ N, 22° 37′ O
Pärnselja ist ein Dorf (estnisch küla) in der Landgemeinde Hiiumaa (bis 2017: Landgemeinde Käina). Es liegt auf der zweitgrößten estnischen Insel Hiiumaa (deutsch Dagö).
Pärnselja hat zwei Einwohner (Stand 31. Dezember 2011).